# Aymerick Gally
Aymerick Gally (30 marzo 1997) è uno schermidore francese, specializzato nella spada.

## Palmarès
- Europei

Novi Sad 2018: argento nella spada a squadre.
- Universiadi

Chengdu 2023: oro nella spada a squadre.